# Under Pressure (ER)
Under Pressure is de zeventiende aflevering van het veertiende seizoen van de televisieserie ER, die voor het eerst werd uitgezonden op 1 mei 2008.

## Verhaal
De SEH krijgt een man en vrouw binnen die gewond zijn geraakt tijdens een auto-ongeluk, het personeel weet niet dat zij betrokken zijn bij een overval op een juwelier. Het nieuws vermeldt wel de overval en vergelijken de daders met Bonnie en Clyde. Als blijkt dat de vrouw zwaar gewond is en niet meer te redden is dan gijzelt de man de doktoren die met de vrouw bezig zijn en eist van hen dat ze haar redden. Ondanks de pogingen van de doktoren kunnen ze haar helaas niet redden en nu vrezen zij voor hun eigen leven, dankzij het inpraten op hem kunnen zij hem toch overtuigen om zich over te geven. Op het moment dat hij zijn pistool neer wil leggen wordt hij doodgeschoten door een sluipschutter van de politie.
Dr. Pratt wil toch proberen om de relatie tussen hem en dr. DeJesus te redden.
Dr. Lockhart is bang dat het huwelijk tussen haar en dr. Kovac voorbij is, dit omdat zij vermoedt dat haar man het op wil geven en niet meer thuis woont.

## Rolverdeling

### Hoofdrollen
- Maura Tierney - Dr. Abby Lockhart
- Mekhi Phifer - Dr. Gregory Pratt
- Parminder Nagra - Dr. Neela Rasgrota
- John Stamos - Dr. Tony Gates
- Scott Grimes - Dr. Archie Morris
- David Lyons - Dr. Simon Brenner
- Gina Ravera - Dr. Bettina DeJesus
- J.P. Manoux - Dr. Dustin Crenshaw
- John Aylward - Dr. Donald Anspaugh
- Amy Aquino - Dr. Janet Coburn
- Linda Cardellini - verpleegster Samantha Taggart
- Laura Cerón - verpleegster Nurse Chuny Marquez
- Angel Laketa Moore - verpleegster Dawn Archer
- Troy Evans - Frank Martin
- Bresha Webb - Laverne St. John

### Gastrollen (selectie)
- Josh Stewart - Daniel
- Josh Flitter - jongen op eenwieler
- David Bowe - vader van jongen op eenwieler
- Mariana Klaveno - Rebecca
- Marc Jablon - Larry Weston
- Sonny Marinelli - brigadier Deturno
- Eddie Mekka - Jenkins
- Wayland Geremy Boyd - Charles
- Susan Goodwillie - Marnie
- Nadia Shazana - Jacy